# Rijks Hogere Burgerschool (Groningen, Pelsterstraat)
De Rijks Hogere Burgerschool (1862) is een voormalige school aan de Pelsterstraat in de Nederlandse stad Groningen.

## Achtergrond
Architect J.G. van Beusekom ontwierp in 1862 een schoolgebouw voor de Pelsterstraat in de stad. Het gebouw was aanvankelijk bedoeld voor het gymnasium, maar na de wijziging van de wet op middelbaar onderwijs in 1863, werd besloten er een RHBS te vestigen. In 1864 gingen de lessen van start, de school was daarmee de eerste RHBS in Nederland. Jacob Maarten van Bemmelen werd directeur.
Al snel na de oplevering bleek het gebouw te klein te zijn. In 1868 ontwierp Herman Raammaker een nieuwe school aan het Kamerlingheplein. Een jaar later verhuisde de RHBS en trok de Rijkskweekschool in het pand aan de Pelsterstraat.

## Beschrijving
Het gebouw is dertien traveeën breed en heeft een symmetrische gevel. De entree bevindt zich in de drie traveeën brede middenrisaliet. De vensters hebben op de begane grond acht, op de verdieping zes ruiten.

### Monumentenstatus
Het gebouw werd in 1971 als rijksmonument ingeschreven in het monumentenregister.